# Península Mason Neck

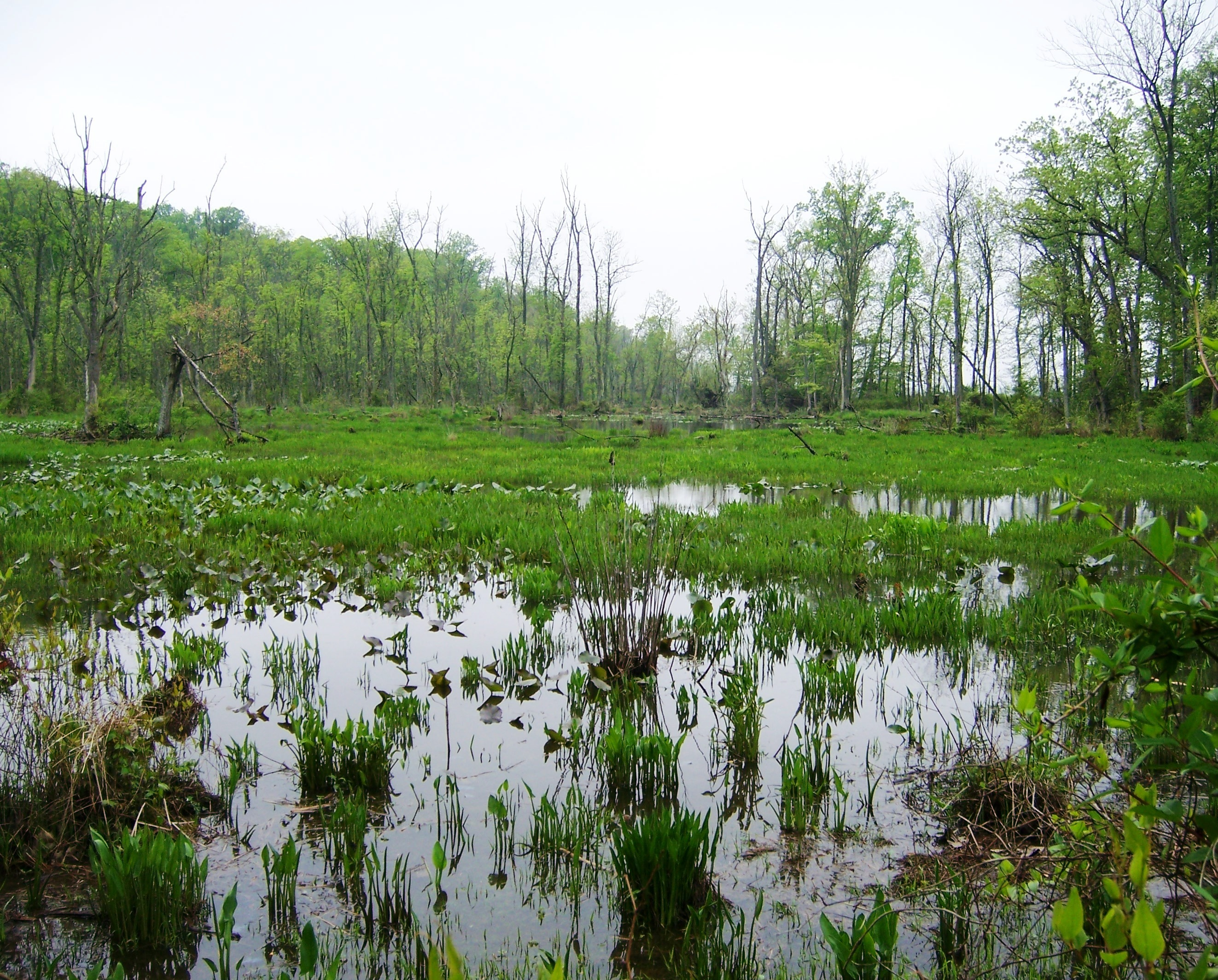
Humedales en el Parque Estatal Mason Neck en Virginia, Estados Unidos.

Mason Neck es una península al sur del condado de Fairfax en el estado Virginia en los Estados Unidos. Se ubica en el río Potomac y se rodea también por la bahía de Belmont al oeste, la cala Gunston al este, y la bahía de Pohick al noreste. Dos tercios de la tierra (36 km²) son preservados por autoridades regionales, estatales, y nacionales.